# Толстоклювый прион
Толстоклювый прион (лат. Pachyptila crassirostris) — вид птиц из семейства буревестниковых. Обитает в южных морях.

## Подвиды
Выделяют три подвида:
- Pachyptila crassirostris crassirostris (Mathews, 1912) (гнездится на островах Снэрс и Баунти)
- Pachyptila crassirostris pyramidalis Fleming, 1939 (гнездится на острове Чатем)
- Pachyptila crassirostris flemingi Tennyson & Bartle, 2005 (гнездится на острове Херд и островах Окленд)

## Биология
Встречается как в открытых океанических, так и в прибрежных водах. В состав рациона в основном входят ракообразные, но также употребляются рыба, кальмары и моллюски. Размножение происходит колониями, начиная с октября, гнездится на прибрежных утесах и склонах среди валунов, в расщелинах скал и трещинах. Размножаются ежегодно, откладывая при этом единственное яйцо. Насиживают его и самец, и самка.